# Liste des plus grands auditoriums d'églises évangéliques
Cette liste des plus grands auditoriums d'églises évangéliques par sièges n'est pas exhaustive.

## Caractéristiques
Le bâtiment d'une megachurch chrétienne évangélique compte un auditorium principal  
(aussi appelée "sanctuaire") pour les services, ainsi que des salles additionnelles pour les enfants et les adolescents, les petits groupes et quelques fois une cafétéria ou un gymnase,.  

### Liste
| Église                                          | Affiliation                                                               | Inauguration                | Places  | Ville                              |
| ----------------------------------------------- | ------------------------------------------------------------------------- | --------------------------- | ------- | ---------------------------------- |
| Hand of God Cathedral                           | Salvation Ministries                                                      | En construction depuis 2010 | 120 000 | Port Harcourt, Nigeria             |
| L’Arche                                         | Living Faith Church Worldwide                                             | En construction depuis 2021 | 109 345 | Lagos, Nigeria                     |
| Glory Dome                                      | Dunamis International Gospel Centre                                       | 2018                        | 100 000 | Abuja, Nigeria                     |
| Champions Royal Assembly Abuja                  | Champions Royal Assembly                                                  | 2015                        | 80 000  | Abuja, Nigeria                     |
| Temple de la gloire de Dieu                     | Église pentecôtiste Dieu est amour                                        | 2004                        | 60 000  | São Paulo, Brésil                  |
| Faith Tabernacle                                | Living Faith Church Worldwide                                             | 1999                        | 50 000  | Lagos, Nigeria                     |
| International Gospel Centre                     | Word of Life Bible Church                                                 | 2014                        | 35 000  | Warri, Nigeria                     |
| Église Béthanie de Nginden                      | Église indonésienne de Béthanie                                           | 2000, 2009                  | 35 000  | Surabaya, Indonésie                |
| United Family International Church Chitungwiza  | United Family International Church                                        | 2022                        | 30,000  | Chitungwiza, Zimbabwe              |
| Deeper Life Bible Church Lagos                  | Deeper Life Bible Church                                                  | 2018                        | 30 000  | Lagos, Nigeria                     |
| Grand Temple                                    | Convention générale des Assemblées de Dieu au Brésil (Assemblées de Dieu) | 1996                        | 22 000  | Cuiabá, Brésil                     |
| Calvary Temple                                  | Non confessionnelle                                                       | 2013                        | 18 000  | Hyderabad, Inde                    |
| Lakewood Church Central Campus, Lakewood Church | Non confessionnelle                                                       | 2005                        | 16 000  | Houston, États-Unis                |
| Liberty Worship Centre                          | Non confessionnelle                                                       | 2014                        | 15 000  | Kampala, Ouganda                   |
| Perez Dome                                      | Perez Chapel International                                                | 2011                        | 14 000  | Accra, Ghana                       |
| Mega Frater                                     | Fraternidad Cristiana de Guatemala                                        | 2007                        | 12 200  | Mixco, Guatemala                   |
| Yoido Full Gospel Church                        | Assemblées de Dieu                                                        | 1973                        | 12 200  | Seoul, Corée du Sud                |
| Église des Nations/Tabernacle Béthel Israël     | Centre international d’évangélisation - Mission intérieure africaine      | 2020                        | 12 000  | Ouagadougou, Burkina Faso          |
| Holy Stadium, Gospel of the Kingdom Church      | Jemaat Kristen Indonesia (Conférence mennonite mondiale)                  | 2005                        | 12 000  | Semarang, Indonésie                |
| Winners Chapel Nairobi                          | Living Faith Church Worldwide                                             | 2013                        | 12 000  | Nairobi, Kenya                     |
| Cathédrale mondiale de la foi                   | Église universelle du royaume de Dieu                                     | 1999                        | 11 000  | Rio de Janeiro, Brésil             |
| Miracle Centre Cathedral                        | Non confessionnelle                                                       | 2004                        | 10 500  | Kampala, Ouganda                   |
| Faith Dome, Crenshaw Christian Center           | Non confessionnelle                                                       | 1989                        | 10 145  | Crenshaw (Los Angeles), États-Unis |
| Église baptiste Konyak de Mon                   | Conseil de l'église baptiste du Nagaland (Alliance baptiste mondiale)     | 2023                        | 10 000  | Mon, Inde                          |
| Noah's Ark Auditorium                           | Full Life Christian Centre                                                | 2015                        | 10 000  | Uyo, Nigeria                       |
| Temple de Salomon (São Paulo)                   | Église universelle du royaume de Dieu                                     | 2014                        | 10 000  | São Paulo, Brésil                  |
| Christ's Commission Fellowship Pasig            | Christ's Commission Fellowship                                            | 2014                        | 10 000  | Pasig, Philippines                 |
| Redeemed Christian Church of God Greenville     | Redeemed Christian Church of God                                          | 2013                        | 10 000  | Greenville (Texas), États-Unis     |
| The Rock Cathedral                              | House On The Rock (Église)                                                | 2013                        | 10 000  | Lagos, Nigeria                     |
| National Temple                                 | Église apostolique Nigeria                                                | 2011                        | 10 000  | Lagos, Nigeria                     |
| Centro Familiar de Adoración                    | Assemblées de Dieu                                                        | 2009                        | 10 000  | Asunción, Paraguay                 |
| House of Hope, Église baptiste Salem de Chicago | Baptiste                                                                  | 2005                        | 10 000  | Chicago, États-Unis                |
| Gereja Bethel Indonesia Mawar Saron Jakarta     | Église indonésienne Bethel (Église de Dieu (Cleveland))                   | 2003                        | 10 000  | Jakarta, Indonésie                 |